# Ed Robertson
Lloyd Edward Elwyn Robertson, meglio conosciuto come Ed Robertson (Scarborough, 25 ottobre 1970), è un cantautore e musicista canadese.
È il cantante e cofondatore del gruppo canadese Barenaked Ladies insieme a Steven Page, sebbene quest'ultimo abbia lasciato il gruppo nel 2009 per intraprendere una carriera solista.

## Ruolo nei Barenaked Ladies
Robertson attualmente è il cantante principale dei Barenaked Ladies dopo la divisione con Steven Page. Dall'uscita del singolo One Week il suo ruolo acquista maggiore importanza portandolo a cantare un buon numero di singoli(come Easy e Pinch Me). Si occupa anche dei cori e, alcune volte, del Beatboxing. Suona numerosi strumenti come il banjo, la batteria, il mandolino, la chitarra elettrica, la chitarra ritmica e la chitarra acustica, sebbene il più delle volte suoni quest'ultima.